# 水色 (MIZUの曲)
「水色」はMIZUの初のオリジナル曲。2020年2月14日に配信シングルとしてリリースされた。

## 概要
ゆず似のフォークデュオ・MIZUが2020年1月25日から毎週土曜日にゆず公式YouTubeチャンネルにて行なっているアニメーション動画によるライブ配信で初回配信から披露されている楽曲。2月8日の3回目のライブ配信で、配信シングルでのリリースが発表された。
「みんな夏が来るって浮かれるけれど」「ゆっくり ゆっくり 蛇口をひねる」など、ゆずの「夏色」を連想させるフレーズが歌詞の中に随所に盛り込まれている。ライブ配信ではアコースティックギターとタンバリンによる弾き語りスタイルで披露されてきたが、配信シングルでリリースされた音源ではエレキギターのリフから始まるアグレッシブなバンド演奏による新アレンジとなっている。このバンド演奏には斎藤宏介（UNISON SQUARE GARDEN / XIIX）が、「すいとうさん」として参加している。
MVは全編アニメーション映像で、MIZU、すいとうさん、MIZUのファン1号というキャラクター・FUNFUNが登場する。

## 収録曲
1. 水色

- 作詞 / 作曲 : ジンジン

## 他の収録CD
- MIZU （MIZUの初のミニアルバム）